# (944) Hidalgo
(944) Hidalgo ist ein Asteroid, dessen extrem elliptische Bahn vom inneren Asteroidengürtel (Perihel 1,9401 AU) bis jenseits der Saturnbahn (Aphel 9,5330 AU) verläuft. Dabei ist die Bahn mit 42,5354° stark gegen die Ekliptik geneigt.

## Umlaufbahn

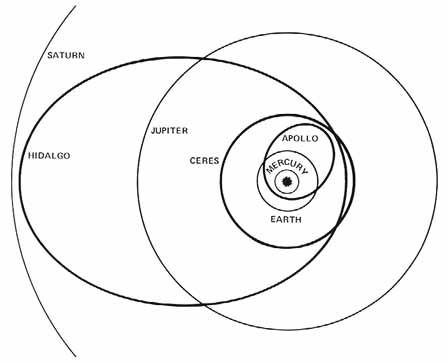
Hidalgos Umlaufbahn

Für einen Umlauf benötigt Hidalgo mehr als 13,7 Jahre. Die außergewöhnliche Bahn lässt darauf schließen, dass es sich bei Hidalgo um die Überreste eines Kometen handelt. Dafür sprechen auch seine geringe Albedo von 0,06 und seine spektralen Eigenschaften. Sein mittlerer Durchmesser beträgt circa 38 km. Hidalgo ist das Objekt im Sonnensystem, das sich am dichtesten der Saturnbahn annähert, ohne sie zu kreuzen. Seine stark gegen die Ekliptik geneigte Bahnebene ist möglicherweise auf Störungen durch die Schwerkraft des Jupiter zurückzuführen.

## Entdeckung
Der Asteroid wurde am 31. Oktober 1920 von Walter Baade an der Sternwarte Bergedorf bei Hamburg entdeckt. Deutschen Astronomen wurde die Beobachtung der totalen Sonnenfinsternis am 10. September 1923 in Mexiko ermöglicht; dabei wurden sie auch vom damaligen mexikanischen Präsidenten empfangen. Als Danksagung hierfür wurde der Asteroid nach dem mexikanischen Nationalhelden Miguel Hidalgo y Costilla (1753–1811) benannt.